# Tiếng Alabama
Tiếng Alabama, còn được gọi là tiếng Alibamu  (tiếng Alabama: Albaamo innaaɬiilka) là ngôn ngữ thổ dân châu Mỹ thuộc ngữ hệ Muskogee (được cho là liên quan đến các ngôn ngữ không còn tồn tại Muklasa và Tuskegee) sử dụng bởi tộc Alabama-Coushatta của Texas (trước đây sử dụng tại thị trấn tộc Alabama-Quassarte thuộc Oklahoma, nhưng không còn người nói tại đó nữa). Ngôn ngữ này gần gũi với tiếng Koasati và tiếng Alapachee, nhưng cách biệt với các ngôn ngữ Muskogee khác như tiếng Hitchiti, Chickasaw và Choctaw.

## Âm vị học

### Phụ âm
Có 14 phụ âm trong tiếng Alabama.
|          | Môi-môi | Môi-môi | Lợi | Lợi | Sau lợi/ Ngạc cứng | Ngạc mềm | Thanh hầu |
| -------- | ------- | ------- | --- | --- | ------------------ | -------- | --------- |
| Mũi      | m       | m       | n   | n   |                    |          |           |
| Tắc      | p       | b       | t   | t   | tʃ                 | k        |           |
| Xát      | f       | f       | s   | ɬ   |                    |          | h         |
| Tiếp cận | w       | w       | l   | l   | j                  |          |           |

Âm /s/ là âm lợi chóp lưỡi ([s̺]). Các âm tắc /p t k/ thường là các âm căng và không giống với nhiều các ngôn ngữ Đông Nam khác, chúng không được hữu thanh khi đặt giữa nguyên âm. Tất cả các phụ âm đều được nhân đôi. Âm tắc-xát /tʃ/ được phát âm là [s] khi nó đặt ở vị trí đầu của cụm phụ âm và âm nhân đôi của nó là [ttʃ]. Âm ồn hữu thanh duy nhất trong tiếng Alabama là /b/ (phát âm là [m] khi đặt ở vị trí cuôi âm tiết, âm nhân đôi /bb/ được phát âm là [mb]). Hai âm mũi biến thành âm ngạc mềm [ŋ] trước âm tắc ngạc mềm [k]. Tại vị trí cuối âm tiết, /h/ thường được phát âm là âm kéo dài của nguyên âm trước.

### Nguyên âm
Có ba nguyên âm (/i/, /o/, /a/). Có sự phân biệt độ dài nguyên âm. Nguyên âm có thể được mũi hóa trong bối cảnh hình thái nhất định.

### Vần điệu
Nhìn chung, âm tiết cuối trong tiếng Alabama mang trọng âm chính, trừ trường hợp một số bối cảnh ngữ pháp nhất định làm thay đổi trọng âm. Ngôn ngữ này cũng có hệ thống giọng cao độ với hai thanh điệu tương phản: cao và xuống cao. Hai thanh điệu này có một số tha âm vị khác nhau tùy thuộc vào độ dài nguyên âm và các phụ âm liền kề.